# アルビオン (ガンダムシリーズ)
アルビオン (ALBION) は、ガンダムシリーズのうち、OVA『機動戦士ガンダム0083 STARDUST MEMORY』に登場する架空の艦艇。作中の勢力のひとつである地球連邦軍の宇宙・大気圏内両用強襲揚陸艦である。メカニック・デザインは河森正治。

## 艦艇解説
「ガンダム開発計画」の一環として開発された、ペガサス級強襲揚陸艦の7番艦。第3地球軌道艦隊所属であるが、宇宙世紀0083年時は処女航海の途上にあり、制式に艦隊の一部には組み込まれていない。
7番艦（当初は艦名未定）は一年戦争中に4番艦から6番艦とともに起工されるが、6・7番艦は終戦後に建造が中止され、ジャブローのAブロック船台に放置される。宇宙世紀0081年10月に可決された「連邦軍再建計画」によってふたたび着工され、7番艦は「アルビオン」と命名される。建造はアナハイム・エレクトロニクス (AE) 社によっておこなわれる。
同級艦「トロイホース」の設計コンセプトを踏まえ、「ホワイトベース」並みの機能をもつ艦として建造される。ホワイトベースなどから得られたデータをフィードバックし、ほぼ新造艦と呼べるほど多くの箇所に改良がほどこされている。もっとも、本艦の設計はAE社独自のものであり、それまでのデータのすべてがAE社に対し公表された訳ではない。
一年戦争中に建造された艦と異なり、艦内には図書室や展望室（ブリッジ後部）があり、乗組員のメンタル面に対する配慮がなされているなど、余裕をもったつくりとなっている。塗装はホワイトベースを踏襲し、白を基調に一部青・赤・黄色で塗り分けられている。

### デッキ
ほかのペガサス級と同じく、両舷前方に伸びるデッキをもつ。これまでのペガサス級はモビルスーツ (MS) 用の通常ハッチやカタパルト・デッキ、コア・ファイター用デッキ、さらに着艦ハッチまでも同一のものが使用されていたが、戦闘中の事故に結びつきやすく、また合理的でもないことから本艦では改良され、前部がコア・ファイター用、後部がMS用のデッキとなっている。
コア・ファイター・デッキにはリニア・カタパルトが設置されており、前部ハッチを開放して射出する。MSデッキとは仕切られているが、シャッターで通じている。MS用リニア・カタパルトはデッキ天蓋上面にあり、普段は中央から折り畳まれて格納されている。MSはエレベーターを使用してカタパルトに上がる。MS着艦ハッチはMSデッキ後部側面にあり、前部側面にはMS搬入用ハッチおよび資材搬入用ハッチが設置されている。
コア・ファイターの着艦時は、本艦の前方に回り込み減速、最終的に本艦より速度を落とし、そのままハッチを開放したコア・ファイター・デッキに飲み込まれる形となる。これは、大気中を航行する本艦の後方にはすさまじい乱気流が発生するために採られた方式である。

### 武装
エンジンの出力が強化されたことによりメガ粒子砲も強化されており、さらに火薬式機銃が廃止され、替わりに2連装レーザー砲が装備されている。
レーザー砲は艦体両側面の張り出しに装備され（収納式）、対空用が上部前方4基と後方3基、対地用が下部前方に2基ずつ計18基。それぞれ形状が異なり、対地用のほうが砲身が太い。
ほかのペガサス級と同様、艦体両側面に収納式の2連装メガ粒子砲（フッドXII）を装備するが、艦体上部前方の2連装実体弾砲は廃され、同部位はランチ格納庫となっている。替わって両舷デッキ下部前方に2連装メガ粒子副砲を装備する。さらに、デッキ両側面前方のスリットに大型ミサイル発射管を2基ずつ装備する。

### 推進システム
推進システムは熱核ジェット・ロケット・エンジン、ミノフスキー・クラフト、レーザー・ロケットの複合型。ほかのペガサス級同様、ミノフスキー・クラフトによって大気圏内を浮揚することが可能。後部左右のエンジン・ブロックにはミノフスキー物理学の応用で推力を変更するスタビライザー・フィンが各3枚、ノズルを囲むように配置されている。ブロック前部両側面には大小1枚ずつの放熱翼が伸縮式のアームで接続されており、着陸時には折りたたむ。
レーザー・ロケットは、レーザー推進システムを使用する。これは、重力圏を離脱する際などに外部からレーザー（「イグニッション・レーザー」と呼ばれる）を照射し、その高熱を利用してプロペラントを爆発的に燃焼させることによって、効率良く大推力を得られる画期的な推進機関である。熱核ロケットより安全で、化学ロケットよりも経済的な新時代の移送システムとして戦後にネットワークが完備され、無人の大型貨物や大質量物の移送に用いられ、戦災の復興にも大きく貢献している。月面に、どの航路に対しても死角がないよう数箇所に母機となるレーザー発振ステーション（軌道間輸送レーザー・ステーション）が設置されている。連邦軍の戦闘艦としては本艦に初めて試験的に装備され、後部エンジン・ユニットを引き出して折り畳み式のレーザー集光板を花弁のように展開する。
なお、デラーズ・フリートは「星の屑」作戦のコロニー落としの際にこのレーザー推進システムを利用している。コロニーを月に落とすと見せかけてフォン・ブラウンのレーザー発振ステーションから照射されたレーザーをコロニーのミラーで反射し、内部に設置されたレーザー受光システムに照射させることによって、コロニー移動用（本来の目的地であるサイド3付近での静止用）の推進剤に点火し月の周回軌道を脱する推力を得て、地球の引力に引かれる軌道に乗っている。

## 劇中での活躍
漫画『機動戦士ガンダム0083 REBELLION』によれば、宇宙世紀0083年1月1日には宇宙で慣熟航行をおこなっているが、モビルスーツ（MS）などは搭載していない。民間の貨物船と誤認したシーマ艦隊の襲撃に遭うが、随伴するサラミス級巡洋艦「ポートビル」が敵を引きつけ、本艦は逃走に成功する。
0083年10月7日、月のAE社フォン・ブラウン工場でガンダム試作1号機および2号機を受領。その後ジャブローで2機の最終調整を終え、トリントン基地に向かう。
10月13日、トリントン基地に到着。ここで2機のテスト・パイロット選出および評価試験（2号機の戦術核発射テストも含む）をおこなう予定であったが、同日夜に2号機が核弾頭ともどもジオン公国残党軍「デラーズ・フリート」のアナベル・ガトー少佐によって奪取される。2機は左舷MSデッキに搭載されていたが、MS搬入用ハッチのロックを2号機のビーム・サーベルで貫かれて破壊され蹴り飛ばされる（OVA『0083』第1話）。同時に基地は残党の襲撃を受け、本艦は左舷エンジンに被弾する。成り行きで試作1号機のパイロットとなったコウ・ウラキ少尉を含む同基地MS隊による追撃も虚しく、2号機は脱出に成功する（第2話）。
10月14日、ガンダム開発計画の責任者であり地球連邦軍第3地球軌道艦隊司令であるジョン・コーウェン中将の命により、本艦は試作2号機奪還の任に就き、パイロット（トリントン基地からの編入も含む）とMSの補充を受けて出港する（第3話）。左舷デッキに試作1号機、ジム・カスタム（バニング機）、ジム・キャノンII（キース機）、そして予備のコア・ファイターII。右舷MSデッキにジム・カスタム2機（ベイトおよびモンシア機）とジム・キャノンII（アデル機）という編成となっている。16日にアフリカへ到着、試作2号機が潜伏する公国軍残党基地の捜索を開始。23日、残党のキンバライド基地を陥落させるが、直前に2号機を乗せたHLVが離床、主砲での撃墜を試みるも失敗に終わる（第4話）。
10月25日、応急補修が完了し、ふたたび任務を遂行すべく大気圏を離脱し宇宙に上がる。31日、L1（旧サイド5）付近の暗礁宙域でサラミス改級巡洋艦「ユイリン」「ナッシュビル」と合流し、デラーズ・フリートの本拠地および試作2号機の捜索を開始。しかし、程なくしてシーマ艦隊のザンジバル級機動巡洋艦「リリー・マルレーン」の襲撃を受け両艦ともに轟沈、試作1号機も大きな損傷を受ける（第5話）。11月2日、1号機の修理および宇宙用装備への換装のため、ふたたびフォン・ブラウンに入港（第6話）。4日、フルバーニアンとなった試作1号機を受領して抜錨、索敵攻撃部隊となりソロモン海へ出動、レーザー推進システムにより月の引力圏を離脱する（第7話）。
CDシネマ『機動戦士ガンダム0083 ルンガ沖砲撃戦』では、11月5日にソロモン海への道中でフルバーニアンによる新型試作ビーム・ライフルの試射がおこなわれ、その際にルンガ沖でデラーズ・フリートの補給艦隊と遭遇。本艦の主砲によってチベ級重巡洋艦1隻を撃沈している。
11月8日、コロンブス改級補給艦「エッジ」と合流。流動的であったMS小隊編成も、この頃には右舷デッキのベイト中尉指揮のA小隊、左舷のバニング大尉のB小隊と固定される。直後に味方の戦艦「バーミンガム」付近にシーマ艦隊を発見、B小隊を急行させて撃退するが、この戦闘によりバニング大尉は帰らぬ人となる（第8話）。シナプス艦長は、ベイトとウラキを戦時昇進させる。
コンペイトウ（旧ソロモン）宙域で連邦軍の観艦式が挙行される11月10日、当初は本艦も新造艦として参加予定であったが、索敵攻撃部隊として外縁の宙域で公国軍残党のMSを迎撃する。観艦式の最中、無人戦闘衛星から転送された映像より、突破不能とされていたコンペイトウの真裏の暗礁宙域に試作2号機を捕捉するが、フルバーニアンの推力をもってしても間に合わず、2号機の核攻撃を許してしまう（第9話）。直後にフルバーニアンと2号機は相討ちとなり爆砕する（いずれもパイロットは脱出）。
「星の屑」作戦はまだ終わっていないと考えるシナプス艦長の意向と、さらにデラーズ・フリートによるコロニー・ジャックの報せが入ったことから（第10話）、本艦はガンダム試作3号機を受領すべく、11月11日にドック艦ラビアンローズに接舷。しかし、先に到着していたナカッハ・ナカト少佐から、本艦がデラーズ・フリート追撃の任を解かれ、第401警戒中隊の管理下でラビアンローズおよび試作3号機警護の任に就くことを知らされる。コロニーが月から地球へ軌道を変更したことを知った本艦のクルーは叛乱を起こし、試作3号機を強奪してラビアンローズから発進、3号機をコロニーに先行させる（第11話）。
11月12日、試作3号機に追い付き補給をほどこしたあと、一気にコロニーに取り付くために敵陣へ突入をかけるも敵の猛攻に阻まれ、コロニーは阻止限界点を超える（第12話）。直後に第1地球軌道艦隊のバスク・オム大佐から、寝返ったシーマ艦隊とともにソーラ・システムIIを防衛する命令を受けるが、同システムによるコロニー破壊は失敗に終わる。本艦は度重なる損傷により戦闘・自航能力を失いつつあり、シナプス艦長の判断により13日を迎える直前に戦域を離脱する（最終話）。
その後、AE社の工場コロニーに曳航されて修復され、宇宙軍に再就役している。しかし、その後は特務艦として秘匿されており消息は不明で、一説には艦籍番号や艦名を変更して全く別の艦として登録されたともいわれる。ルナツー守備隊に配属されたとの噂や、ティターンズに接収されたとする説もある。
シナプス艦長は艦の私物化、独断での戦闘行為、数々の反逆罪などにより極刑に処せられる。しかしほかのクルーは、少なくともブリッジ要員すべてと、ウラキやキースを除くMSパイロットがティターンズに編入され、アレキサンドリア級重巡洋艦「アル・ギザ」に配属されている。

## 艦載機
- RX-78GP01 ガンダム試作1号機 （ゼフィランサス）
  - RX-78GP01-Fb ガンダム試作1号機フルバーニアン
- RX-78GP02A ガンダム試作2号機（サイサリス）
- RX-78GP03  ガンダム試作3号機（デンドロビウム）
  - RX-78GP03S ガンダム試作3号機（ステイメン）

- RGM-79N ジム・カスタム×3
- RGC-83 ジム・キャノンII×2
- FF-X(7)II コア・ファイターII
  - FF-X(7)II-Fb コア・ファイターII-Fb
- GファイターII（漫画『0083 REBELLION』）
- RX-81FC ジーライン フルカスタム×3（漫画『0083 REBELLION』）

## 乗組員
- 艦長
  - エイパー・シナプス大佐
- ブリッジ要員
  - イワン・パサロフ大尉 - 操舵士
  - アクラム・ハリダ中尉 - 航法士
  - ウィリアム・モーリス少尉 - 通信士
  - ジャクリーヌ・シモン軍曹 - 左舷側担当オペレーター
  - ピーター・スコット軍曹 - 右舷側担当オペレーター
- 砲術科
  - アリスタイド・ヒューズ大尉（CDドラマ『ルンガ沖砲撃戦』）
- メカニック
  - モーラ・バシット中尉
- 医務室
  - アロイス・モズリー大尉
- AE社より出向
  - ニナ・パープルトン - システム・エンジニア
  - ニック・オービル - 整備員
  - ルセット・オデビー - システム・エンジニア（漫画『0083 REBELLION』）

- MS隊（トリントン基地で乗艦）
  - サウス・バニング大尉 - 隊長（のちに戦死）
  - アルファ・A・ベイト中尉（のちに戦時大尉） - 隊長（2代目）
  - ベルナルド・モンシア中尉
  - チャップ・アデル少尉
  - コウ・ウラキ少尉（のちに戦時中尉）
  - チャック・キース少尉
  - ディック・アレン中尉（漫画『0083 REBELLION』）
  - クロウド・カーツ少尉 - キルゲレス隊（漫画『0083 REBELLION』）
  - ケリィ・レズナー元公国軍大尉（漫画『0083 REBELLION』）
- 情報部（トリントン基地で乗艦）
  - アリス・ミラー少佐（漫画『0083 REBELLION』）
  - ターニャ・チェルモシャンスカヤ中尉（漫画『0083 REBELLION』）

## 備考
本艦の艦籍番号のうち、 "SCVA-75" はもともと個人ウェブサイトが考察によって推定したものであるが、のちに雑誌『電撃ホビーマガジン』2003年11月号の模型作例（EXモデル）のマーキングなどに使用され、記事内のタイトルなどにも大きく記載された。なお、SCVAナンバー自体は『モビルスーツバリエーション (MSV)』で設定されたものであるが、 "SCVA-75" と重複する艦籍番号はない。
ゲーム『ガンダムネットワークオペレーション2』では「ペガサス級最終型」として同型艦が1隻登場するが、本作は宇宙世紀の歴史のIFを扱った作品である。アルビオンで黄色く塗装されている箇所がグレーに変更されている。

## 同型艦
同じペガサス級強襲揚陸艦の中でも、外観がほぼ同じものについて記載する。

### ヘカーテ
漫画『機動戦士ガンダム ウェアヴォルフ』に登場。バスク・オム大佐麾下のティターンズ特務部隊の母艦。艦長はリュコス・フレイバーグ中佐。艦載機はマラサイ3機、ペイルライダーD II 3機（予備機含む）。
宇宙世紀0087年10月17日、ゼブラゾーンで極秘に新型MS「ウェアヴォルフ」の性能評価試験をおこなう予定であったが、エゥーゴのMS隊の奇襲に遭う。マラサイが全滅するなど多くの被害を出しつつ戦域を突破するも、エンジン・トラブルから加速方向にミスが生じ、月軌道外縁で宇宙漂流となる。